# Francesco Tamagno

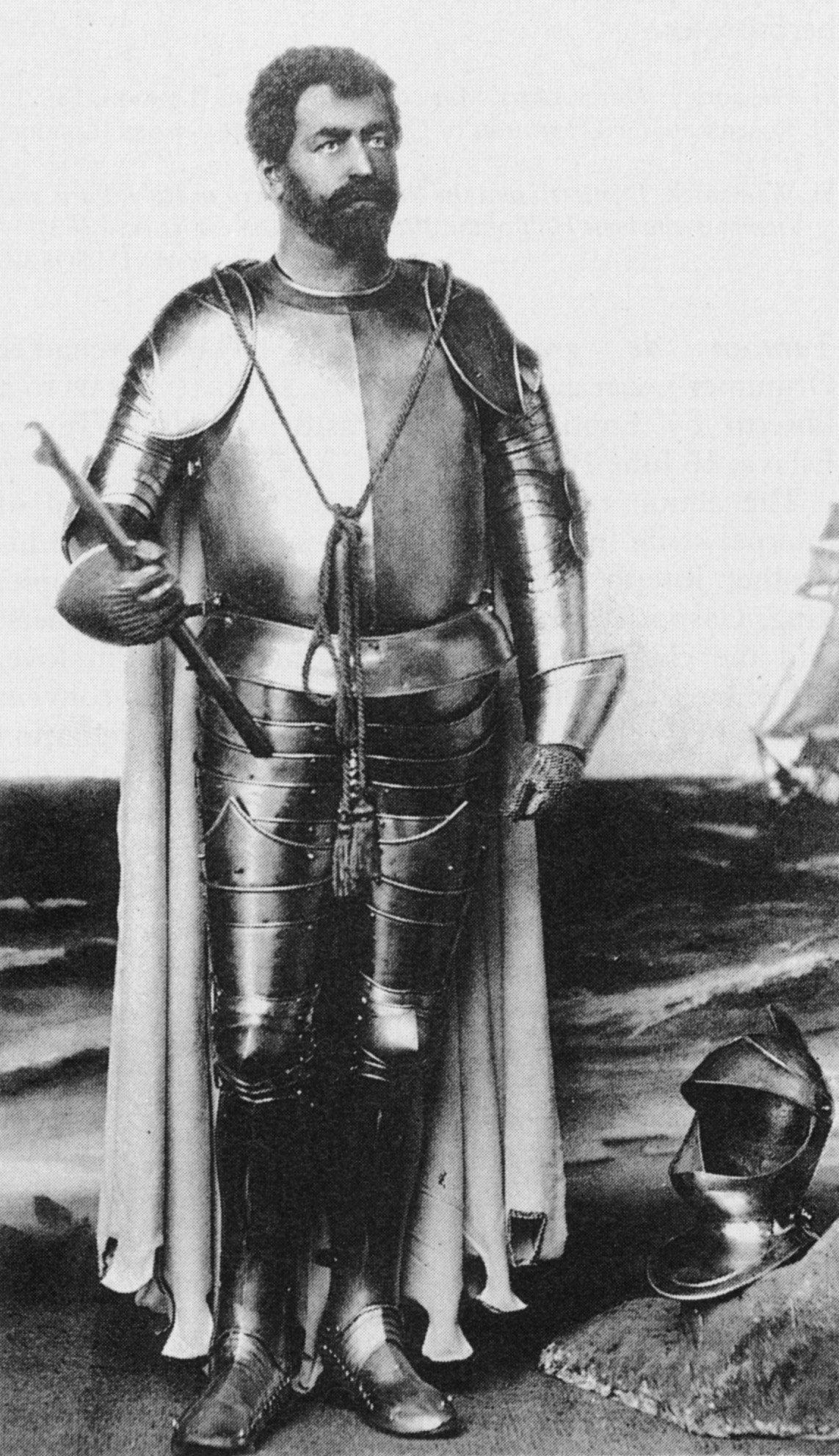
Tamagno 1887 als Otello in Verdis gleichnamiger Oper

Francesco Tamagno (* 28. Dezember 1850 in Turin, Königreich Sardinien; † 31. August 1905 in Varese, Königreich Italien) war ein italienischer Opernsänger (Tenor).

## Leben
Tamagno war zunächst als Handwerker tätig. Er verfügte über eine sehr kräftige Tenorstimme, die ihn für dramatische Partien prädestinierte. Im Jahr 1874 musste er spontan die führende Rolle in Poliuto von Gaetano Donizetti übernehmen.
Für ihn schrieb Giuseppe Verdi zunächst die Tenorpartie in der revidierten Fassung von Simon Boccanegra. Später sah er ihn für die Titelrolle seiner Oper Otello vor, nachdem Verdi zunächst Giovanni Battista de Negri favorisiert hatte. Tamagno verfügte über brillante Spitzentöne, während de Negri eher heutigen, veristischen Stimmvorstellungen entsprach. Er sang auch den Tannhäuser. Tamagno  sang schließlich die Uraufführung von Otello, die ein Riesenerfolg wurde. De Negri und Tamagno feierten als Otello gleichermaßen in den Folgejahren Triumphe in dieser Rolle. Verdi hatte den Otello weder für den einen noch den anderen Sänger komponiert. Im Jahr 1902 zog sich Tamagno von der Bühne zurück.